# Corsicaanse heivlinder
De Corsicaanse heivlinder (Hipparchia neomiris) is een vlinder uit de onderfamilie Satyrinae van de familie Nymphalidae, de vossen, parelmoervlinders en weerschijnvlinders.
De vlinder heeft een spanwijdte van 46 tot 52 millimeter.
De Corsicaanse heivlinder komt voor op Corsica, Sardinië, Elba en Capraia. Hij kan van 300 tot 2100 meter boven zeeniveau worden aangetroffen. De vlinder heeft een voorkeur voor open hellingen met grassen als habitat.
Als waardplanten gebruikt de Corsicaanse heivlinder grassen. De rups overwintert, maar gaat niet in diapauze, doch eet bij voldoende warm weer gewoon door. Hij vliegt in een jaarlijkse generatie van juni tot in augustus.